# Campionati mondiali di pattinaggio di velocità su distanza singola 2024 - 1000 m maschili
L'evento dei 1000m maschile dei Campionati mondiali di pattinaggio di velocità su distanza singola 2024 si è svolto il 17 febbraio 2024 alla Olympic Oval di Calgary, in Canada.

## Risultati
| Pos | Pair | Corsia | Atleta                      | NOC           | Tempo      | Diff  |
| --- | ---- | ------ | --------------------------- | ------------- | ---------- | ----- |
| 1   | 12   | o      | Jordan Stolz                | Stati Uniti   | 1:06.05    |       |
| 2   | 10   | o      | Ning Zhongyan               | Cina          | 1:06.53    | +0.48 |
| 3   | 9    | o      | Kjeld Nuis                  | Paesi Bassi   | 1:06.80    | +0.75 |
| 4   | 3    | o      | Laurent Dubreuil            | Canada        | 1:07.04    | +0.99 |
| 5   | 12   | i      | Tim Prins                   | Paesi Bassi   | 1:07.16    | +1.11 |
| 6   | 10   | i      | Tatsuya Shinhama            | Giappone      | 1:07.34    | +1.29 |
| 7   | 8    | i      | Damian Żurek                | Polonia       | 1:07.44    | +1.39 |
| 8   | 6    | o      | Ryota Kojima                | Giappone      | 1:07.47    | +1.42 |
| 9   | 11   | i      | Marten Liiv                 | Estonia       | 1:07.53(1) | +1.48 |
| 10  | 7    | o      | David Bosa                  | Italia        | 1:07.53(5) | +1.48 |
| 11  | 7    | i      | Taiyo Nonomura              | Giappone      | 1:07.54    | +1.49 |
| 12  | 3    | i      | Piotr Michalski             | Polonia       | 1:07.58    | +1.53 |
| 13  | 9    | i      | Hendrik Dombek              | Germania      | 1:07.63    | +1.58 |
| 14  | 11   | o      | Håvard Holmefjord Lorentzen | Norvegia      | 1:07.66    | +1.61 |
| 15  | 8    | o      | Moritz Klein                | Germania      | 1:07.74    | +1.69 |
| 16  | 4    | i      | Jenning de Boo              | Paesi Bassi   | 1:07.89    | +1.84 |
| 17  | 5    | o      | Cooper McLeod               | Stati Uniti   | 1:08.09    | +2.04 |
| 18  | 1    | o      | Mathias Vosté               | Belgio        | 1:08.11    | +2.06 |
| 19  | 6    | i      | Connor Howe                 | Canada        | 1:08.32    | +2.27 |
| 20  | 1    | i      | Cho Sang-hyeok              | Corea del Sud | 1:08.38    | +2.33 |
| 21  | 5    | i      | Vincent De Haître           | Canada        | 1:08.43    | +2.38 |
| 22  | 2    | o      | Kim Tae-yun                 | Corea del Sud | 1:08.52    | +2.47 |
| 23  | 2    | i      | Bjørn Magnussen             | Norvegia      | 1:08.61    | +2.56 |
| 24  | 4    | o      | Conor McDermott-Mostowy     | Stati Uniti   | 1:08.99    | +2.94 |